# Национален осигурителен институт
Националният осигурителен институт (съкратено НОИ) е публична институция в България, която на основата на законовото задължение за обществено осигуряване гарантира правото на пенсии и обезщетения на гражданите. Институтът управлява средствата на държавното обществено осигуряване.

## История
Институтът е създаден през 1995 г. със Закона за фонд „Обществено осигуряване“ като правоприемник на Главно управление „Социално осигуряване“.
През януари 2022 г. НОИ разкрива гореща телефонна линия за пенсионни консултации. Посочен е тел. номер 02 926 11 11 (мобилен 0882 187 111) за предоставяне на информация, свързана изцяло с актуалните промени в пенсионното законодателство, правото на пенсия и възможностите за пенсиониране, без да бъдат извършвани справки, изискващи предоставяне на лични данни.

## Надзорен съвет
Висш орган на управление е Надзорният съвет, съставен от представители на държавата и на национално представените работодателски и синдикални организации.
През юни 2023 г. правителството на Николай Денков определя нов състав на членовете на Надзорния съвет – Иванка Шалапатова, Георги Клисурски, Добринка Вичева и Катя Паракозова. Те заемат местата на Лазар Лазаров, Росица Спасова, Катя Ивкова и Димитър Данчев.

## Основни отговорности
Сред основните отговорности на НОИ е управлението на държавното обществено осигуряване в Република България. НОИ администрира задължителното осигуряване за общо заболяване и майчинство, безработица, трудова злополука и професионално заболяване, инвалидност, старост и смърт.
Националният осигурителен институт е компетентната българска институция по прилагане на правилата за координиране на схемите за социална сигурност и международните договори в областта на социалното осигуряване по отношение на:
- паричните обезщетения за болест, майчинство и помощите при смърт;
- паричните обезщетения за безработица;
- пенсиите за старост, инвалидност и наследствените пенсии.